# Ati Gropius Johansen
Ati Gropius Johansen (* 1926 in Wiesbaden als Beate Forberg,; † 7. September 2014 in Wellfleet, Massachusetts) war eine deutsche Illustratorin und Kunstlehrerin. Sie war die Nichte von Ise Frank und wurde nach dem frühen Tod ihrer Mutter von Walter und Ise Gropius (geb. Frank) adoptiert.

## Leben
Ati Gropius emigrierte gemeinsam mit ihren Adoptiveltern Ise und Walter Gropius 1937 in die USA. Hier wurde sie am Black Mountain College in der Tradition der Bauhaus-Kunstschule ausgebildet. Nach ihrem Studium zog sie mit 21 Jahren nach Boston. Sie lebte in Rom, Colorado und Chicago, bevor sie sich mit ihrem Ehemann, dem Architekten John M. Johansen, in New York City niederließ.
Gropius Johansen unterrichtete unter anderem am New Yorker Museum of Modern Art und der Walter-Gropius-Schule in Erfurt den Vorkurs nach Vorbild von Josef Albers.
Zeitlebens setzte sich Gropius Johansen für den Erhalt des Bauhaus-Erbes ein. Sie war eine bedeutende Förderin des Bauhaus-Archivs, das 1960 von Hans Maria Wingler in Darmstadt gegründet wurde. Ihre Tochter Erika Pfammatter setzt diese Arbeit fort.
2012 veröffentlichte Gropius Johansen Erinnerungen an ihren Vater in dem Buch Walter Gropius. The Man Behind the Ideas.

## Schriften
- Walter Gropius. The Man Behind the Ideas. Historic New England, Boston 2012.